# 永高
永高（えいだか）は、日本の戦国時代以後に東国を中心として行われた貫高制における慣例で、田畑に課せられる年貢の基準となる高（貫高）を永楽銭にて見積・表示を行う方法。永積（えいづもり/えいづみ）・永盛（えいもり）・永別（えいべつ）などの別名がある。

## 概要
東国では永楽銭が精銭とみなされ、特に結城氏（弘治2年（1556年））や北条氏（永禄7年（1564年））の領国では永楽銭が領内の公式の貨幣とされ、年貢の上納も永楽銭による銭納を原則としたため、永楽銭による価値表示が土地を含めた富の基準とされていた。徳川氏でも小田原征伐以前に永高を採用していたことが知られているものの、江戸幕府成立後の慶長13年（1608年）永楽銭の流通を禁止する政策と取ったが、価値表示としての永高はその後も根強く残り、江戸時代を通じて関東地方を中心とした畑作地域での畑永法などに名残を残した。
なお、戦国時代の北条氏支配地域では従来の貫高2貫文が永高1貫文として扱われて納税の基準とされ、江戸時代には金1両が永高1貫文とされた。また、永高と石高の関係は時期によって異なるものの、江戸時代中期以後は一石替（石高1石＝永高1貫文）に固定された。